# EUR Magliana
EUR Magliana är en station på Roms tunnelbanas Linea B. Den är uppkallad efter stadsdelen Esposizione Universale di Roma (EUR) och distriktet Magliana. Stationen är belägen i kvarteret Europa i södra Rom och togs i bruk år 1955. Den har dock fungerat som station på järnvägen Roma-Lido från år 1924.
Stationen EUR Magliana har:
- Biljettautomater
- WC

## Kollektivtrafik
- Busshållplatser för ATAC och COTRAL

## Omgivningar
- Tre Fontane
- Palazzo della Civiltà Italiana
- Palazzo dei Congressi
- Kyrkan Santi Pietro e Paolo
- Museo della Civiltà Romana
- Obelisco Marconi